# روان‌شناسی ریاضی
روان‌شناسی ریاضی رویکردی برای تحقیقات روانشناختی است که مبتنی بر مدل‌سازی ریاضی فرایندهای ادراکی، تفکری، شناختی و حرکتی و برپایی قوانینی قانون مانند است که ویژگی‌های محرک کمی را با رفتار کمی تعیین می‌کند. رویکرد ریاضی با هدف استخراج فرضیه‌های دقیق تر مورد استفاده قرار می‌گیرد و در نتیجه اعتبارسنجی تجربی سخت‌تر به دست می‌آید. رفتار کمی که معمولاً توسط کارکرد اجرایی تشکیل می‌شود.
کاربرد ریاضیات در روان‌شناسی می‌تواند حداقل به قرن هفدهم بازگردد، هنگامی که دانشمندان مانند کپلر و گالیله در حال بررسی قوانین فرایند ذهنی بودند. در آن زمان، روان‌شناسی حتی به عنوان یک موضوع مستقل از علم شناخته نشده بود. کاربردهای ریاضیات در روان‌شناسی تقریباً به دو بخش تقسیم می‌شود: یکی مدل‌سازی ریاضی تئوریهای روانشناختی و پدیده‌های تجربی که منجر به روان‌شناسی ریاضی می‌شود، دیگری رویکرد آماری شیوه‌های سنجش کمی در روان‌شناسی که منجر به روان سنجی می‌شود.
در روان‌شناسی ریاضی پنج حوزه اصلی تحقیق وجود دارد: یادگیری و حافظه، ادراک و روان‌شناسی ، انتخاب و تصمیم‌گیری، زبان و تفکر و اندازه‌گیری و مقیاس بندی.
از آنجا که کمیت رفتار در این تلاش اساسی است، نظریه اندازه‌گیری یک موضوع اصلی در روان‌شناسی ریاضی است؛ بنابراین، روان‌شناسی ریاضی ارتباط نزدیکی با روان سنجی دارد. با این حال، در جایی که روان سنجی به تفاوت‌های فردی (یا ساختار جمعیت) در اکثر متغیرهای ایستایی مربوط می‌شود، روان‌شناسی ریاضی بر مدل‌های فرایندی فرایندهای ادراکی، شناختی و حرکتی تمرکز دارد که از «فرد عادی» استنباط می‌شود. علاوه بر این، در جایی که روان سنجی ساختار وابستگی تصادفی بین متغیرهایی را که در جمعیت مشاهده شده است، مورد بررسی قرار می‌دهد، روان‌شناسی ریاضی تقریباً منحصراً بر الگوسازی داده‌های به دست آمده از پارادایم‌های آزمایشی متمرکز است و بنابراین حتی بیشتر با روان‌شناسی تجربی، روان‌شناسی شناختی و روان‌شناسی مرتبط است. نظریه علوم روان‌شناسی محاسباتی و اقتصادسنجی و نظریه روان‌شناسی ریاضی اغلب از بهینه آماری به عنوان یک اصل راهنما استفاده می‌کند، با فرض اینکه مغز انسان برای حل مشکلات به روش بهینه تکامل یافته است.
روانشناسان ریاضی در بسیاری از زمینه‌های روان‌شناسی به ویژه در روان‌شناسی، احساس و ادراک، حل مسئله، تصمیم‌گیری، یادگیری، حافظه و زبان فعال هستند، که به صورت کلی به عنوان روان‌شناسی شناختی و تجزیه و تحلیل کمی رفتار شناخته می‌شوند. همچنین در روان‌شناسی بالینی، روان‌شناسی اجتماعی و روان‌شناسی موسیقی هم کاربرد دارند.

## روانشناسان ریاضی تأثیرگذار
- جان اندرسون
- ریچارد اتکینسون
- ویلیام بچلر
- جروم بوسمیایر
- هانس کلونیوس
- کومبس
- رابین داوس
- اتیبار دژفاروف
- ویلیام کای استس
- ژان کلود
- بی اف گرین
- دانیل کانمن
- راجر کریک
- کرانتز
- دکتر آر جی لامینگ
- دانکن لوس
- دیوید مار
- جیمز مک کلند
- جف میلر
- جی میونگ
- لوئیس نارنز
- آلن نول
- رابرت ام. نوسوفسکی
- راجر راتکلیف
- دیوید ا. روملارت
- هربرت سایمون
- راجرد شپارد
- ریچارد شیفرین
- استنلی اسمیت استیونز
- جورج اسپرلینگ
- سائل استرنبرگ
- پاتریک سوپس
- جان سوییتس
- جوشوا تننباوم
- جیمز تی. تاونزند
- لوئیس لی فایوتن
- آموس تورسکی
- رلف اولریچ
- دیرک ووربرگ
- اریک- جان وگن سازندگان
- توماس دی ویکنز

## تئوری‌ها و مدل‌های مهم[۶]

### احساس، ادراک و روان‌شناسی
- قانون قدرت استیونز
- قانون وبر - فنر

### تشخیص و تبعیض محرک
- نظریه ردیابی علامت

### شناسایی محرک
- مدل‌های انباری
- مدل‌های انتشار
- شبکه‌های عصبی / مدل‌های اتصال دهنده
- مدل‌های مسابقه
- فرضیه گام تصادفی
- مدلهای تجدید

### تصمیم ساده
- مدل آبشار
- مدل مسابقه و تغییر سطح
- مدل استخدام
- اس پی آر تی
- تئوری زمینه تصمیم‌گیری

### اسکن حافظه، جستجوی بصری
- نظریه زبانها و ماشینهای پشته ای
- سریال جستجوی جامع (SES)

### زمان پاسخ خطا
- مدل حدس سریع

### اثرات متوالی
- مدل عملگر خطی

### یادگیری
- مدل عملگر خطی
- نظریه یادگیری تصادفی

### نظریه اندازه‌گیری
- تئوری اندازه‌گیری پیوسته

## مجلات و سازمانها
مجلات مرکزی ژورنال روان‌شناسی ریاضی و مجله انگلیسی روان‌شناسی ریاضی و آماری هستند. سه کنفرانس سالانه در این زمینه وجود دارد، نشست سالانه انجمن روان‌شناسی ریاضی در ایالات متحده، نشست سالانه گروه روان‌شناسی ریاضی اروپا در اروپا و کنفرانس روان‌شناسی ریاضی استرالیا.